# Alagi Yorro Jallow
Alagi Yorro Jallow (* 20. Jahrhundert in Sankwia, Lower River, Gambia) ist ein gambischer Journalist, Autor, Chefredakteur und Herausgeber.

## Leben
Jallow arbeitet seit 1987 als Journalist und war Ende der 1990er Jahre für die British Broadcasting Corporation tätig. 1999 half bei der Gründung einer neuen gambischen Zeitung, The Independent. Er war Miteigentümer und geschäftsführender Herausgeber der Zeitung, wobei Baba Galleh Jallow zunächst als Chefredakteur tätig war.
The Independent stand der Regierung Yahya Jammeh von Anfang an sehr kritisch gegenüber und wurde fast sofort von der Regierung unterdrückt. Seine Redakteure und Journalisten wurden häufig inhaftiert. Nach der Veröffentlichung eines Artikels im Juli 2000, der über einen Hungerstreik im Zentralgefängnis Mile 2 berichtet, wird Jallow von der National Intelligence Agency (NIA) verhaftet. Jallow wurde in Folge darauf mehrmals verhaftet und schikaniert. Jallow und der neue Chefredakteur, Abdoulie Sey, erhielten im Januar 2003 Morddrohungen; im Oktober 2003 gab es einen Brandanschlag auf seine Büros, der vermutlich von den Green Boys verübt wurde; und ein weiterer Brandanschlag wurde diesmal von Soldaten der Gambia National Army im April 2004 organisiert. Nach der Ermordung von Deyda Hydara im Dezember 2004 floh Jallow in die Vereinigten Staaten, wo er als Nieman Fellow an der Harvard University tätig war, bevor er Dozent an der Assumption-Universität in Thailand wurde. 2008 schloss er sein Master-Studium in Öffentliche Verwaltung und Politik ab.
Seit Beginn seiner journalistischen Karriere 1987 arbeitete Jallow auch als Korrespondent für das International Press Institute und als Berater für die in London ansässige Organisation für freie Meinungsäußerung Article 19. Jallow schreib weiter über die Unterdrückung der Medien durch die Jammeh-Regierung. Unterdessen schloss die Regierung im März 2006 schließlich die Büros von The Independent, nachdem die Zeitung fälschlicherweise angegeben hatte, dass ein ehemaliger Innenminister, Samba D. Bah, nach dem gescheiterten Ndure-Putsch verhaftet worden sei (ein Namensvetter war in Wirklichkeit inhaftiert worden). 2013 erschien sein Publikation Delayed Democracy: How Press Freedom Collapsed in Gambia.

## Mitgliedschaften
Vier Jahre lang war er stellvertretender Vorsitzender der Gambia Press Union (GPU), wo er an einer erfolgreichen Kampagne zur Auflösung einer von der Regierung kontrollierten Medienkommission mit weitreichenden Befugnissen zur Bestrafung von Journalisten beteiligt war.

## Auszeichnungen und Ehrungen
- 2000 – Gewinner des Hellman-Hammett-Preises[2]
- 2004 – Gewinner des Hellman-Hammett-Preises[2]
- 2004 – Zweitplatzierter des Golden Pen of Freedom Award.
- 2005 – Gewinner des internationalen Pressefreiheitspreises „Canadian Journalists for Free Expression International Press Freedom Award“[2][4]
- 2007 – Nieman-Stipendiat[2][5]
- 2008 – Edward Mason’s Fellow an der Harvard Kennedy School of Government in Public Policy
- Reagan-Fascell Democracy Fellow beim National Endowment for Democracy in Washington, D.C. und Bingham Fellow[5]

## Publikationen
- Delayed democracy : how press freedom collapsed in the Gambia : a proposition for research in the Gambian journalism history 1965–2013. Bloomington, IN 2013, ISBN 978-1-4918-0662-3 (englisch).